# Xerophyta rippsteinii
Xerophyta rippsteinii är en enhjärtbladig växtart som beskrevs av L.B.Sm., J.-p. Lebrun och Adélaïde Louise Stork. Xerophyta rippsteinii ingår i släktet Xerophyta och familjen Velloziaceae.
Artens utbredningsområde är Etiopien. Inga underarter finns listade.